# Dragonera (eiland)
Dragonera ("Drakeneiland") (Catalaans: (Parc natural) Sa Dragonera/ Spaans: (Parque natural de la) Isla Dragonera)is een eiland en natuurpark in de archipel van de Balearen (Spanje), gelegen in de Middellandse Zee, ten westen van Mallorca (39° 35' 2" noorderbreedte, 2° 19' 17" oosterlengte). Het is 4200 meter lang en tot 900 meter breed (288 hectare), en wordt door het zogenaamde Canal des Freu, dat ongeveer 780 meter breed is, gescheiden van het strand van Sant Elm, het meest zuidwestelijke dorp van Mallorca. Dragonera heeft een scherp reliëf: het hoogste punt ligt op 360 meter boven zeeniveau. Het behoort tot de gemeente Andratx. Sinds 1995 is het een natuurpark.
Mallorca · Menorca · Ibiza · Formentera · Cabrera · Dragonera